# Lee Norris
Lee Michael Norris (født 25. september 1981 i Greenville, North Carolina) er en amerikansk skuespiller. Han spillede Stuart Minkus i ABCs hit "Boy Meets World", Chuckie Lee Torkelson i "The Torkelsons" (NBC), og spiller Marvin "Mouth" Mcfadden i One Tree Hill, fra The CW. Lee tog på Wake Forrest University i Winston-Salem, North Carolina og graduerede i 2004.